# Cryptocoryne noritoi
Cryptocoryne noritoi är en kallaväxtart som beskrevs av Wongso. Cryptocoryne noritoi ingår i släktet Cryptocoryne och familjen kallaväxter. Inga underarter finns listade.